# Shaheen Monwara Haque
Shaheen Monwara Haque é uma política da Liga Popular de Bangladesh e ex-membro do Parlamento de Bangladesh a partir de um assento reservado.

## Biografia
Haque nasceu no dia 23 de setembro de 1956 e tem um diploma HSC.

## Carreira
Haque foi eleita para o parlamento para um assento reservado como candidata da Liga Popular de Bangladesh em 2009. Ela era membro do Comitê Permanente do Ministério da Informação.